# Бескайнарський сільський округ
Бескайна́рський сільський округ (каз. Бесқайнар ауылдық округі, рос. Бескайнарский сельский округ) — адміністративна одиниця у складі Талгарського району Алматинської області Казахстану. Адміністративний центр — село Бескайнар.
Населення — 2961 особа (2021; 2120 у 2009, 2033 у 1999, 2194 у 1989).
Станом на 1989 рік існувала Горносадоводська сільська рада (села Горний Садовод, Котирбулак).

## Склад
До складу округу входять такі населені пункти:
| Населений пункт  | Населення, осіб (1989) | Населення, осіб (1999) | Населення, осіб (2009) | Населення, осіб (2021) |
| ---------------- | ---------------------- | ---------------------- | ---------------------- | ---------------------- |
| Бескайнар, село  | 2080                   | 1941                   | 2008                   | 2858                   |
| Котирбулак, село | 114                    | 92                     | 112                    | 103                    |